# Herrarnas räck i gymnastik vid olympiska sommarspelen 2012
Herrarnas räck i gymnastik vid olympiska sommarspelen 2012 avgjordes den 7 augusti 2012 för 8 gymnaster från totalt 6 nationer. De deltagande kvalificerade sig för friståendet genom kvaltävlingen - däremot fick maximalt två gymnaster från samma land kvalificera sig.

## Medaljörer
| Gren           | Guld                          | Silver                    | Brons        |
| Herrarnas räck | Epke Zonderland Nederländerna | Fabian Hambüchen Tyskland | Zou Kai Kina |

## Resultat

### Kval
| Placering | Gymnast            | Nation         | D Score | E Score | Pen. | Totalt | Qual. |
| --------- | ------------------ | -------------- | ------- | ------- | ---- | ------ | ----- |
| 1         | Epke Zonderland    | Nederländerna  | 7.500   | 8.466   |      | 15.966 | Q     |
| 2         | Zhang Chenglong    | Kina           | 7.500   | 8.433   |      | 15.933 | Q     |
| 3         | Danell Leyva       | USA            | 7.200   | 8.666   |      | 15.866 | Q     |
| 4         | Fabian Hambüchen   | Tyskland       | 7.000   | 8.633   |      | 15.633 | Q     |
| 5         | Jonathan Horton    | USA            | 6.800   | 8.766   |      | 15.566 | Q     |
| 6         | Emin Garibov       | Ryssland       | 7.300   | 8.266   |      | 15.566 | Q     |
| 7         | Zou Kai            | Kina           | 7.400   | 8.133   |      | 15.533 | Q     |
| 8         | Kim Ji-hoon        | Sydkorea       | 7.300   | 8.200   |      | 15.500 | Q     |
| 9         | Kristian Thomas    | Storbritannien | 6.500   | 8.866   |      | 15.366 | R     |
| 10        | John Orozco        | USA            | 6.700   | 8.566   |      | 15.266 | -     |
| 11        | Sam Oldham         | Storbritannien | 6.700   | 8.400   |      | 15.100 | R     |
| 12        | Alexander Shatilov | Israel         | 6.300   | 8.700   |      | 15.100 | R     |

### Final
| Placering | Gymnast          | Nation        | D Score | E Score | Pen. | Totalt |
| --------- | ---------------- | ------------- | ------- | ------- | ---- | ------ |
| 1         | Epke Zonderland  | Nederländerna | 7.900   | 8.633   |      | 16.533 |
| 2         | Fabian Hambüchen | Tyskland      | 7.500   | 8.900   |      | 16.400 |
| 3         | Zou Kai          | Kina          | 7.900   | 8.466   |      | 16.366 |
| 4         | Zhang Chenglong  | Kina          | 7.700   | 8.566   |      | 16.266 |
| 5         | Danell Leyva     | USA           | 7.200   | 8.633   |      | 15.833 |
| 6         | Jonathan Horton  | USA           | 6.800   | 8.666   |      | 15.466 |
| 7         | Emin Garibov     | Ryssland      | 7.100   | 8.233   |      | 15.333 |
| 8         | Kim Ji-hoon      | Sydkorea      | 7.100   | 8.033   |      | 15.133 |